# Acenafteen
Acenafteen is een polycyclische aromatische koolwaterstof. Het is een witte tot lichtgele vaste stof, die vrijwel onoplosbaar is in water, maar goed oplosbaar in warme ethanol.
De structuur is die van naftaleen, waarbij de koolstofatomen op posities 1 en 8 met elkaar verbonden zijn door een korte keten van twee methyleengroepen.

## Synthese
Acenafteen is een klein bestanddeel van koolteer. Het wordt ook synthetisch bereid, door de onverzadigde verbinding in acenaftyleen te reduceren met waterstof (hydrogenering).

## Toepassingen
Acenafteen wordt hoofdzakelijk gebruikt voor de productie van naftaleen-1,8-dicarbonzuuranhydride. Verder is het een intermediaire stof in de synthese van kunstharsen, farmaceutische stoffen, insecticiden en kleurstoffen.